# Antonio Restelli
Antonio Restelli (junho de 1877 — março de 1945) foi um ciclista italiano que participava em competições de ciclismo de pista. Com a equipe italiana, ele competiu na velocidade, prova realizada nos Jogos Olímpicos de 1900 em Paris.